# Imrencevo, Șumen
Imrencevo (în bulgară Имренчево) este un sat în comuna Veliki Preslav, regiunea Șumen,  Bulgaria. 

## Demografie
Componența etnică a satului Imrencevo
     Romi (12,74%)
     Bulgari (55,52%)
     Nicio identificare (1,69%)
     Altele (30,02%)
La recensământul din 2011, populația satului Imrencevo era de 353 locuitori. Din punct de vedere etnic, majoritatea locuitorilor (55,52%) erau bulgari, cu o minoritate de romi (12,74%). Pentru 1,69% din locuitori nu este cunoscută apartenența etnică.